# Conquesta musulmana de Pèrsia
La conquesta àrab de Pèrsia (en persa:  تجاوز اعراب, Tajāvoz arab, ‘l'atac dels àrabs’, o  ظهور اسلام zohur-i eslam, ‘les albors de l'islam’) va conduir a la fi de l'Imperi Sassànida el 644, a la caiguda de la dinastia sassànida i a l'eventual declivi del zoroastrisme, la religió de l'Iran.
Els àrabs van entrar per primera vegada a territori sassànida el 633, quan el general Khàlid ibn al-Walid va envair el que avui és l'Iraq. Després del trasllat de Khàlid al front romà del llevant, els musulmans finalment van perdre les seves possessions enfront dels contraatacs iranians. La segona invasió va començar l'any 636 sota Sad ibn Abi-Waqqàs, quan una victòria clau en la batalla d'al-Qadisiyya va donar lloc a la fi permanent del control sassànida a l'oest de l'Iran. Després, el Zagros va esdevenir una barrera natural i la frontera entre el primer califat i l'Imperi Sassànida i la causa de contínues incursions dels perses a la zona. Aleshores, el califa Úmar va ordenar una invasió de l'Imperi Sassànida iranià l'any 642, que es va completar amb la conquesta completa dels sassànides a mitjans de 644. La conquesta ràpida de l'Iran en una sèrie de ben coordinats atacs més diversificats, dirigits pel califa Úmar de Medina, a diversos milers de quilòmetres dels camps de batalla a l'Iran, va esdevenir el seu major triomf, cosa que contribueix a la seva reputació com un gran estrateg militar i polític.
Historiadors iranians han tractat de defensar els seus avantpassats mitjançant l'ús de fonts àrabs per a il·lustrar que «contràriament al que afirmen alguns historiadors, els iranians, de fet, va lluitar llargament i dura en contra dels àrabs invasors». Pels volts del 651, la majoria dels centres urbans en terres iranianes, amb la notable excepció de les províncies del Caspi i Transoxiana, havien caigut sota el domini dels exèrcits àrabs. Moltes localitats a l'Iran van dur a terme una defensa contra els invasors, però al final cap va ser-ne capaç de repel·lir la invasió. Fins i tot, després que els àrabs haguessin dominat el país, moltes ciutats es van aixecar en rebel·lió, matant el governador àrab o atacant les seves casernes, però els reforços dels califes van aconseguir sufocar totes aquestes rebel·lions i imposar l'imperi de l'islam. La subjugació violenta de Bukharà, després de molts aixecaments, n'és un exemple.
La conversió a l'islam va ser gradual, i durant aquest procés es van produir molts actes de violència. Diverses escriptures zoroastrianes van ser cremades i molts mobads executats. Un cop conquerits políticament, els perses van reafirmar-se, mantenint la llengua persa i la cultura, però l'islam va ser adoptat per molts, per raons polítiques, socioculturals o espirituals, o simplement per la persuasió, i va esdevenir la religió dominant.

## Historiografia i estudis recents
Quan els acadèmics occidentals van investigar per primera vegada la conquesta musulmana de Pèrsia, només disposaven dels registres del bisbe cristià armeni Sebeos, i dels registres en àrab escrits després dels esdeveniments que descriuen. L'obra més important va ser probablement L'Iran sous les Sassanides d'Arthur Christensen, publicat a Copenhaguen i París el 1944.
Però estudis recents, tant iranians com occidentals, han començat a qüestionar la narrativa tradicional. Parvaneh Pourshariati, en la seva obra Decline and Fall of the Sasanian Empire: The Sasanian-Parthian Confederacy and the Arab Conquest of Iran, publicada el 2008, proporciona una descripció detallada de la naturalesa problemàtica de tractar d'establir exactament el que va passar, i una gran quantitat d'investigació original que qüestiona els fets fonamentals de la narrativa tradicional, incloent-hi la cronologia i les dates específiques.
La tesi central de Pourshariati és que, contràriament al que se suposa comunament, l'Imperi Sassànida era molt descentralitzat, i de fet va ser una "confederació" amb els parts, que mantingué un alt nivell d'independència. Malgrat les seves recents victòries sobre el romans d'Orient, i que per causa de l'amenaça dels romans d'Orient, es veieren obligats a convertir-se en un estat vassall dels sassànides, els parts inesperadament es va retirar de la confederació, i els sassànides es van trobar així mal preparats i mal equipats per organitzar una defensa eficaç i coherent contra els invasors musulmans. D'altra banda, les poderoses famílies de parts del nord i de l'est, el kust-i khwarasan i el kust-i adurbadagan, es van retirar a les seves respectives fortaleses, van fer la pau amb els àrabs, i es van negar a lluitar al costat dels sassànides.
Un altre tema important d'estudi de Pourshariati és una reavaluació de la cronologia tradicional. Pourshariati argumenta que la conquesta àrab de Mesopotàmia "va tenir lloc, no com s'ha cregut tradicionalment, en els anys 632-634, després de l'arribada de l'últim rei sassànida Yazdgird III (632-651) al poder, sinó durant el període de 628-632".
Una conseqüència important d'aquest canvi en la línia de temps vol dir que l'agressió àrab va tenir lloc precisament quan els sassànides i els parts es trobaven immersos en una guerra intestina sobre qui havia de succeir al tron sassànida.

## Imperi Sassànida abans de la conquesta
Des del segle i aC, la frontera entre l'Imperi Romà i l'Imperi part (més tard Imperi Sassànida) havia estat el riu Eufrates. La frontera va ser impugnada constantment. La majoria de les batalles i, per tant, la majoria de les fortificacions, es van concentrar a les regions muntanyoses del nord, així com al vast desert àrab o sirià (Aràbia romana) separava els imperis rivals al sud. Els únics perills que s'esperaven del sud eren incursions ocasionals de tribus nòmades àrabs. Tots dos imperis, doncs, es van aliar amb els petits i semiindependents principats àrabs, que van servir com a estats tap i protegiren els romans d'Orient i els perses dels atacs beduïns. Els vassalls dels romans d'Orient van ser els gassànides, mentre que els vassalls dels perses van ser els làkhmides. Els gassànides i els làkhmides lluitaven constantment, la qual cosa els mantenia ocupats, però no afectava en gran manera els romans d'Orient o perses. En els segles vi i vii, diversos factors destruïren l'equilibri de poder que s'havia mantingut durant tants segles.

### Revolta dels estats vassalls àrabs (602)

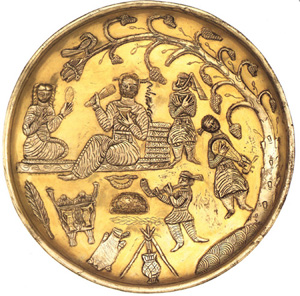
Els antics iranians concedien gran importància a la música i a la poesia, tal com ho fan encara actualment. Aquesta placa del descriu músics de l'era sassànida

Els vassalls romans d'Orient, els àrabs gassànides, es van convertir a la forma monofisita del cristianisme, cosa que va ser considerada com a herètica per la dominant Església Ortodoxa romana d'Orient. Els romans d'Orient van tractar de suprimir l'heretgia, van hostilitzar els gassànides i van provocar rebel·lions a les seves fronteres del desert. Els làkhmides també es va rebel·lar contra el rei persa Còsroes II. An-Numan III ibn al-Múndhir (fill d'Al-Múndhir (IV) ibn Qabus ibn Ma-as-Samà), el primer rei cristià làkhmida, va ser deposat i assassinat per Còsroes II el 602, pel seu intent de treure's del damunt la tutela persa. Després de l'assassinat de Còsroes, l'Imperi persa es va fracturar i els làkhmides van ser efectivament semiindependents. En l'actualitat, es creu que l'annexió del Regne làkhmida va ser un dels factors principals que hi va haver darrere de la caiguda de la dinastia sassànida, davant els àrabs musulmans i la conquesta islàmica de Pèrsia, així com l'acord dels làkhmides per a actuar com a espies per als musulmans, després d'haver estat derrotats en la batalla d'Al-Hira, per Khàlid ibn al-Walid.

### Guerra romanosassànida (602-628)
El governant persa Còsroes II va esclafar una perillosa rebel·lió dins del seu propi imperi, la de Vararanes VI. Amb posterioritat, va enfocar les seves energies cap als seus enemics tradicionals romans d'Orient, amb la qual cosa va donar lloc a la guerra romano-sassànida del 602-628. Durant uns pocs anys, va aconseguir importants èxits. Entre 612-622, va ampliar les fronteres perses gairebé en la mateixa mesura que estaven sota la dinastia aquemènida (550-330 aC), va conquerir estats occidentals com ara Egipte, Terra Santa i més.
Els romans d'Orient es van reagrupar i van retrocedir l'any 622 sota el govern de l'emperador Heracli. Còsroes va ser derrotat en la batalla de Nínive el 627 i els romans d'Orient van recapturar tot Síria i van penetrar profundament en les províncies perses de Mesopotàmia. El 629, el general de Còsroes Sarbar signà la pau, i la frontera entre els dos imperis va tornar a ser la mateixa que era el 602.

#### Assassinat de Còsroes II

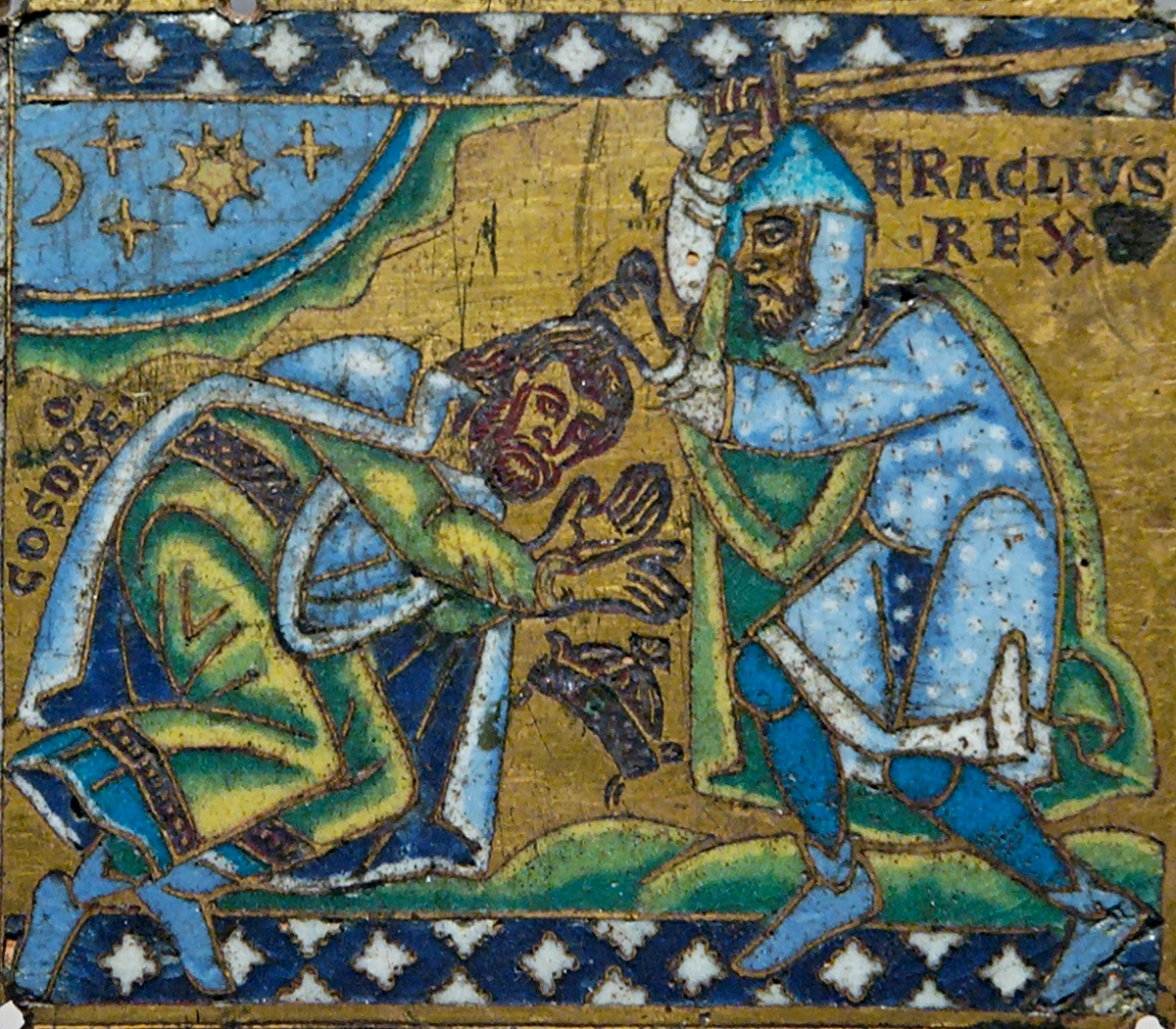
El rei sassànida Còsroes II se sotmet a l'emperador romà d'Orient Heracli, en una placa d'una creu francesa del

Còsroes II va ser assassinat l'any 628 i, com a resultat d'això, hi va haver nombrosos pretendents al tron; entre el 628-632, hi ha haver deu reis i reines de Pèrsia. L'últim, Yazdegerd III, era net de Còsroes II i es diu que era només un nen. No obstant això, la seva data de naixement és desconeguda.

### Durant la vida de Mahoma
Després del tractat d'al-Hudaybiyya al 628, la tradició islàmica sosté que Mahoma va enviar moltes cartes als prínceps, reis i caps de les diverses tribus i regnes de l'època, en què se'ls convidava a convertir-se a l'islam. Aquestes cartes van ser portades per ambaixadors a Pèrsia, l'Imperi Romà d'Orient, Etiòpia, Egipte, el Iemen i Hira (l'Iraq) el mateix dia. Aquesta afirmació ha estat posada en qüestió per alguns historiadors moderns de l'islam -en particular Grimme i Caetani. En particular, es discuteix l'afirmació que Còsroes II va rebre una carta de Muhàmmad, ja que el protocol de la cort sassànida era notòriament complicat, i és poc probable que una carta del que llavors era una potència regional menor hagués arribat a mans del xahanxa.
Pel que fa a Pèrsia, les històries musulmanes només relaten l'inici del setè any de la migració; Muhàmmad va designar un dels seus oficials, Abdul·là Huzafah Sahmi Qaraixi, per portar la seva carta a Còsroes II, en què el convidava a convertir-se:
"En el nom d'Al·là, el Compassiu, el Misericordiós.

De Muhàmmad, el Missatger d'Al·là, al Gran Kisra de l'Iran. La pau sigui amb ell, que busca la veritat i expressa la creença en Al·là i en el seu Profeta i dona testimoni que no hi ha més déu que Al·là i que ell no té igual, i que creu que Muhàmmad és el seu servent i Profeta. Sota l'ordre d'Al·là, et convido a Ell. M'ha enviat per guiar tota la gent perquè pugui advertir a tots de la seva ira i que es pot presentar als incrèduls amb un ultimàtum. Abraça l'islam perquè puguis romandre fora de perill. I si et negues a acceptar l'islam, seràs responsable pels pecats dels reis Mags."
Existeixen diferents versions de la reacció de Còsroes II. Gairebé totes afirmen que va destruir la carta amb ira.

## L'ascens del califat
Mahoma va morir el juny de 632, i Abu-Bakr as-Siddiq va ser nomenat califa i successor polític a Medina. Poc després de la successió d'Abu-Bakr as-Siddiq, diverses tribus àrabs es van rebel·lar, en les guerres de la Ridda (en àrab: guerres d'apostasia). Les guerres de la Ridda preocuparen el califat fins al març del 633, i van acabar amb la totalitat de la península Aràbiga sota l'autoritat del califa a Medina.

## Primera conquesta de Mesopotàmia (633)

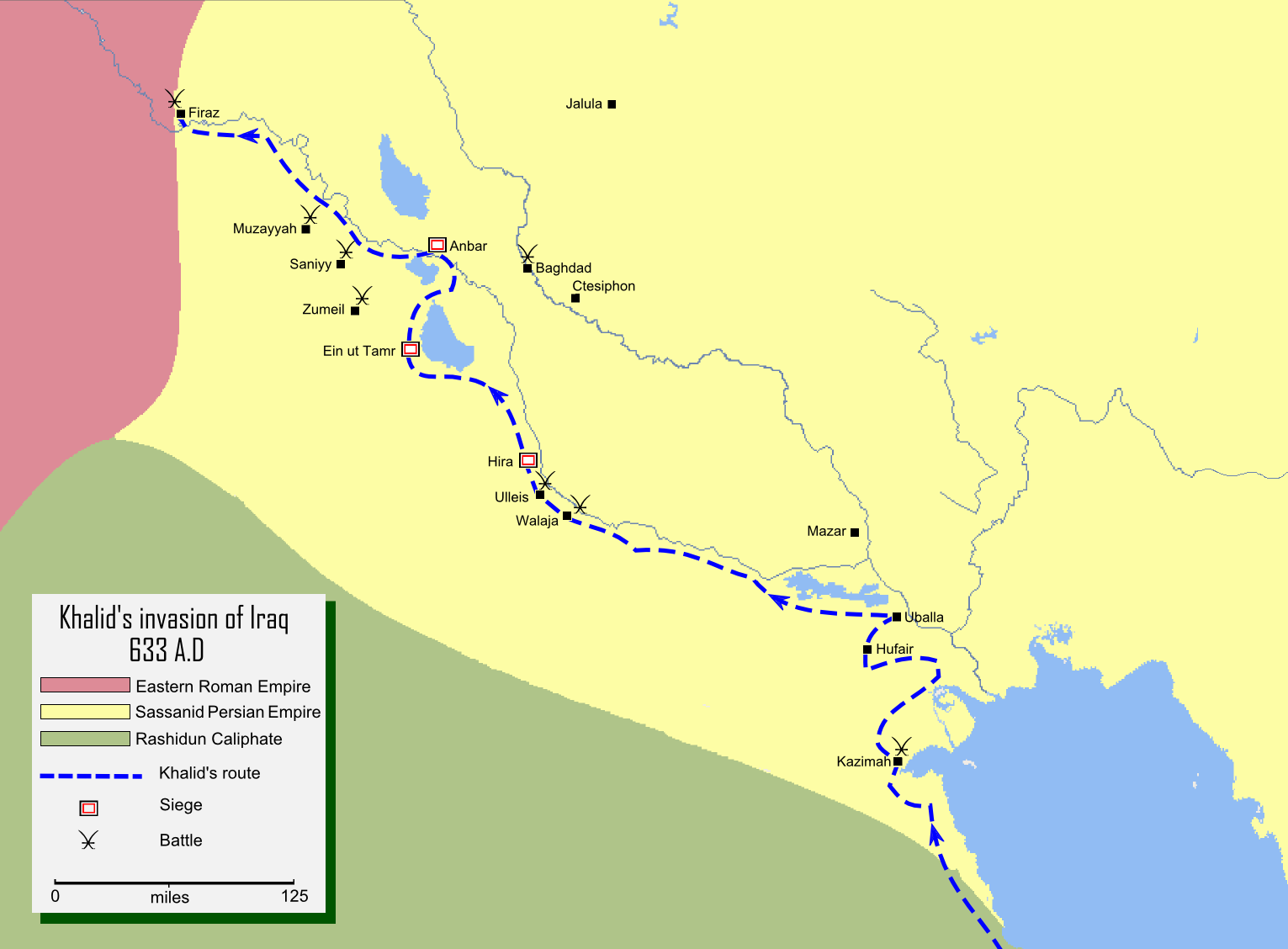
Mapa que detalla la ruta de Khàlid ibn al-Walid en la conquesta de Mesopotàmia

Després de les guerres de la Ridda, un cap tribal del nord d'Aràbia de l'est, Muthana ibn Harith, llançà incursions sobre les ciutats perses de Mesopotàmia (el que avui és Iraq). Abu Bakr era prou fort per atacar l'Imperi persa al nord-est i l'Imperi Romà d'Orient al nord-oest. Hi havia tres propòsits per a aquesta conquesta:
- Al llarg de la frontera entre Aràbia i aquests dos grans imperis, eren nombroses les tribus àrabs que portaven una vida nòmada i formaven un estat tap com entre els perses i els romans. Abu Bakr esperava que aquestes tribus poguessin acceptar l'islam i ajudar els seus germans en la difusió d'aquesta fe.
- Les lleis fiscals perses i romanes van ser arbitràries i opressives. Abu Bakr considerava que podien ser persuadits per ajudar els musulmans, als quals tractava d'alliberar de la injustícia.
- Dos imperis gegantins envoltaven Aràbia, i no era segur romandre passius amb aquestes dues potències en les seves fronteres. Abu Bakr esperava que, en atacar l'Iraq i Síria, podria eliminar el perill de les fronteres de l'estat islàmic.[16]

Amb l'èxit de les batudes, es va recollir una quantitat considerable de botí. Muthana ibn Harith va anar a Medina per informar el califa Abu Bakr sobre el seu èxit i va ser nomenat comandant del seu poble, després de la qual cosa va començar a atacar més profundament Mesopotàmia. Aprofitant-se de la mobilitat de la seva cavalleria lleugera, podria atacar fàcilment qualsevol ciutat, prop del desert i desaparèixer de nou al desert, on l'exèrcit sassànida era incapaç de perseguir-lo. Els actes de Misnah van fer que Abu Bakr pensés en l'expansió del califat Raixidun.
Per tal d'assegurar la victòria, Abu Bakr va prendre dues decisions relatives a l'atac contra Pèrsia: primer, l'exèrcit invasor estaria format enterament per voluntaris, i segon, posaria com a comandant del seu exèrcit el seu millor general: Khàlid ibn al-Walid. Després de derrotar l'autoproclamat profeta Musaylima ibn Habib en la batalla d'Aqraba, Khalid estava encara a Al-Yamama quan Abu Bakr va enviar ordres per envair l'Imperi Sassànida. En ser Al-Hira l'objectiu de Khàlid, Abu Bakr va enviar reforços i va ordenar als caps de les tribus del nord d'Aràbia de l'est, Misnah ibn Haris, Mazhur bin Adi, Harmala i Sulma, que es posessin a les ordres de Khàlid juntament amb els seus soldats. Al voltant de la tercera setmana de març del 633 (primera setmana de Muhàrram, 12 anys de l'hègira) Khàlid va partir d'Al-Yamama amb un exèrcit de 10.000 soldats. Els caps tribals, amb 2.000 guerrers cada un, es va unir a Khàlid, de manera que Khàlid va entrar en l'Imperi persa amb 18.000 soldats.
Després d'entrar a Mesopotàmia amb el seu exèrcit de 18.000 soldats, Khàlid va guanyar victòries decisives en quatre batalles consecutives: la batalla de les Cadenes, que va tenir lloc a l'abril de 633, la batalla del Riu, esdevinguda la tercera setmana d'abril del 633 dC, la batalla de Walaja, el maig del 633 (on es va utilitzar amb èxit un moviment de pinça), i la Batalla d'Ullais, a mitjans de maig del 633 dC. La cort persa, ja pertorbada per problemes interns, es converteix en un caos. En l'última setmana de maig del 633, la important ciutat d'Hira va caure en mans musulmanes després de la seva victòria en la Batalla d'Hira. Després de fer descansar els seus exèrcits, el juny de 633, Khàlid va posar setge a la ciutat d'Al-Anbar, que va resistir i finalment es va rendir després d'un setge d'un parell de setmanes al juliol del 633, després de la batalla d'Al-Anbar. Khàlid, després, es va traslladar cap al sud, i va conquistar la ciutat d'Ein ul Tamr després de la batalla d'Ein ul Tamr en l'última setmana de juliol del 633. En aquest punt, la major part del que avui és l'Iraq estava sota control islàmic.
Khàlid va rebre una petició d'ajuda des del nord d'Aràbia a Daumat-ul-Jandal, on un altre general àrab musulmà, Ayaz bin Ghanam, estava atrapat entre les tribus rebels. Khàlid va anar a Daumat-ul-Jandal i va derrotar els rebels en la batalla de Daumat-ul-Jandal en l'última setmana d'agost del 633. En tornar d'Aràbia, va arribar la notícia de la convocatòria d'un gran exèrcit persa. Khàlid va decidir derrotar tots per separat per evitar el risc de ser derrotat per un gran exèrcit unificat persa. Quatre divisions de perses i una auxiliar d'àrabs cristians van estar presents a Hanafiz, Zumiel, Sanni i Muzieh. Khàlid va idear un pla brillant per destruir les forces perses. Va dividir el seu exèrcit en tres unitats, i van atacar les forces perses en atacs ben coordinats des de tres costats diferents a la nit, començant per la batalla de Muzieh i la batalla de Sanni, i, finalment, amb la batalla de Zumail al novembre del 633. Aquestes derrotes devastadores van posar fi al control persa sobre Mesopotàmia, i van deixar la capital persa, Ctesifont, desprotegida i vulnerable als atacs musulmans. Abans d'atacar la capital persa, Khàlid va decidir eliminar totes les forces perses al sud i l'oest. Ell, per tant, va marxar contra la ciutat fronterera de Firaz, on va derrotar les forces combinades dels perses sassànides, romans i els cristians àrabs en la batalla de Firaz al desembre de 633. Aquesta va ser l'última batalla en la conquesta de Mesopotàmia. Mentre que Khàlid estava en camí per atacar al-Qadissiyah (una fortalesa clau en el camí cap a la capital persa, Ctesifont), va rebre una carta del califa Abu Bakr i va ser enviat al front romà a Síria per assumir el comandament dels exèrcits musulmans, per tal de conquerir la Síria romana.

## Segona invasió de Mesopotàmia (636)
D'acord amb la voluntat d'Abu Bakr, Úmar havia de continuar la conquesta de Síria i Mesopotàmia. A la frontera del nord-est de l'imperi, a Mesopotàmia, la situació es deteriora dia a dia. Durant l'era d'Abu Bakr, Khàlid ibn al-Walid havia estat enviat al front sirià per comandar els exèrcits islàmics allà. Així que Khàlid hagué deixat Mesopotàmia amb la meitat del seu exèrcit de 9.000 soldats, els perses van decidir recuperar el seu territori perdut. L'exèrcit musulmà va ser obligat a sortir de les zones conquistades i es concentrà en les zones frontereres. Úmar immediatament va enviar reforços per ajudar Misna ibn Haris a Mesopotàmia sota el comandament d'Abu Ubaid al Saqafi. Les forces perses van derrotar Abu Ubaid en la batalla del Pont. No obstant això, les forces perses van ser derrotades posteriorment per Misnah bin Harisah en la batalla de Baiyoub. El 635, Isdigerdes III buscà una aliança amb l'emperador Heracli de l'Imperi Romà d'Orient. Heracli va casar la seva filla (d'acord amb les tradicions, la seva neta) amb Isdigerdes III, una antiga tradició romana per mostrar l'aliança. Mentre Heracli es preparava per a una ofensiva més gran en el llevant, Isdigerdes, per la seva banda, ordenava la concentració d'exèrcits massius per tal de fer retrocedir els musulmans de Mesopotàmia per sempre. L'objectiu estava ben coordinat amb els atacs dels dos emperadors, Heracli en el llevant i Isdigerdes a Mesopotàmia, per tal d'aniquilar el poder del seu enemic comú, el califa Úmar.

### Batalla d'al-Qadisiyya

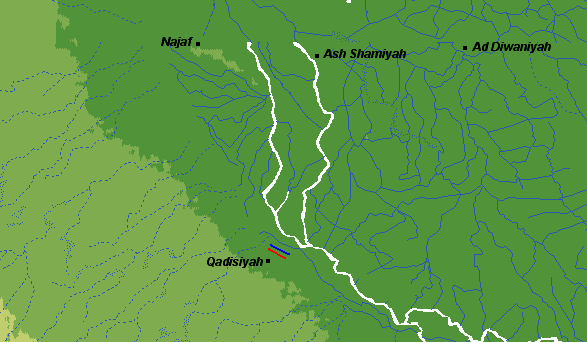
El lloc de la Batalla d'al-Qadisiyya. Es mostra l'exèrcit musulmà en vermell i l'exèrcit sassànida en blau

Úmar va ordenar al seu exèrcit de retirar-se a les zones limítrofes de Mesopotàmia prop del desert d'Aràbia i van començar a formar exèrcits per altra campanya a Mesopotàmia. Els exèrcits àrabs es van concentrar a prop de Medina; a causa de la crítica situació, Úmar va voler comandar l'exèrcit en persona. Aquesta idea va ser rebutjada pels membres del Majlis al-Xura a Medina, que van afirmar que la guerra en dos fronts requeria la presència d'Úmar a Medina. Umar designà Sad ibn Abi-Waqqàs com a comandant de la campanya a Mesopotàmia. Saad va deixar Medina amb el seu exèrcit al maig de 636 i va arribar a Qadisiyya al juny.
Mentre Heracli llançava la seva ofensiva el maig del 636, Isdigerdes es mostrava incapaç de reunir els seus exèrcits a temps per a proporcionar als romans d'Orient suport persa. Úmar, pel que sembla conscient d'aquesta aliança, va aprofitar aquest fracàs: no volia arriscar-se a una batalla amb dues grans potències al mateix temps. Així doncs, es va moure ràpidament per reforçar l'exèrcit musulmà a Yarmuk, per combatre i vèncer els romans d'Orient. Mentrestant, Úmar Saad va ordenar entaular negociacions de pau amb Yazdegerd III i el va convidar a l'islam per evitar que les forces perses prenguessin el camp de batalla. Heracli va ordenar al seu general Baanes no entrar en batalla amb els musulmans abans de rebre ordres explícites, però, per por de més reforços àrabs, Baanes va atacar l'exèrcit musulmà en la batalla del Yarmuk en l'agost del 636. L'exèrcit imperial d'Heracli va ser derrotat.
Amb l'amenaça romana d'Orient acabada, Úmar va donar instruccions a Saad per tal que posés fi a les negociacions i involucrés els exèrcits perses. L'Imperi sassàsnida era encara una potència formidable, amb importants reserves en soldats, i els àrabs aviat es van trobar davant d'un enorme exèrcit persa amb tropes procedents de tots els racons de l'imperi, sota el comandament dels seus generals més importants. Entre les tropes, eren temibles els elefants de guerra, que el comandant persa portava amb ell amb l'únic propòsit de vèncer els musulmans. En tres mesos, Saad va derrotar l'exèrcit persa en la batalla d'al-Qadisiyya, i va acabar amb el domini efectiu de l'Imperi Sassànida a l'oest de Persis. Aquesta victòria és àmpliament considerada com un punt d'inflexió decisiu en el creixement de l'islam: amb el gruix de les forces perses derrotades, Saad més tard conqueriria Babilònia, Kusi, Bahrahxer i Madein. Ctesifont, la capital imperial de l'Imperi Sassànida, cauria al març després d'un setge de tres mesos.
L'autor iranià Kaveh Farrokh, en el seu llibre Shadows in the Desert: Ancient Persia at War, descriu l'esdeveniment de la caiguda de Ctesifont així:
| « | Els habitants locals van fer un desesperat últim intent de resistència a Veh Ardashir contra els àrabs, que finalment es va acabar a Ctesifont el 637. Per primera vegada, els àrabs va ser testimoni de les riqueses, luxes, les arts, l'arquitectura i la sofisticació d'un dels imperis més grans del món. El saqueig va assolir proporcions èpiques. Una cinquena part dels béns saquejats van ser enviats de Ctesifont a califa Úmar a Medina. Tan gran era la grandària del botí que cada soldat àrab es va quedar amb béns per valor 12.000 dírhams, més o menys l'equivalent a uns 250.000 dòlars dels EUA en el moment del relat. Gairebé 40.000 nobles sassànides capturats van ser portats a Aràbia i es van vendre com a esclaus. | » |

## Conquesta de Mesopotàmia (636-638)
Després de la conquesta de Ctesifont, diversos destacaments van ser enviats immediatament a l'oest per capturar Qarquísia i Hit, els forts de la frontera de l'Imperi Romà d'Orient. Diversos exèrcits perses ben armats seguien actius al nord-est de Ctesifont a Jalula i al nord del Tigris a Tikrit i Mossul.
Després de la retirada de Ctesifont, els exèrcits perses es van aplegar a Jalula, al nord-est de Ctesifont. Jalula era un lloc d'importància estratègica, ja que des d'aquí hi havia rutes cap a Mesopotàmia, Khorasan i Azerbaidjan. Les forces perses a Jalula estaven al comandament del general Mihran. El seu segon va ser el general Khurrazad, un germà del general Rustam, que havia comandat les forces perses en la batalla d'al-Qadisiyya. Conforme al mandat del califa Úmar, Saad va informar de tot a Úmar. El califa va decidir ocupar-se primer de Jalula. El seu pla era primer obrir el camí cap al nord abans de prendre qualsevol acció decisiva contra Tikrit i Mossul. Úmar nomenà Hàixim ibn Uthba per a l'expedició de Jalula i Abd-Al·lah ibn al-Mutamm per conquerir Tikrit i Mossul. L'abril del 637, Hàixim va portar 12.000 soldats de Ctesifont per aconseguir una victòria sobre els perses en la batalla de Jalula. A continuació, va posar setge a Jalula durant set mesos. Després d'obtenir una victòria a Jalula, Abd-Al·lah ibn al-Mutamm va marxar contra Tikrit, entrant en contacte per primer cop amb els kurds i a continuació, va enviar un exèrcit a Mossul, que es va rendir en els termes de la jizya. Amb la victòria a Jalula i l'ocupació de la regió de Tikrit-Mossul, es va establir el domini musulmà a Mesopotàmia.
Després de la conquesta de Jalula, una força musulmana sota el comandament d'Al-Qaqà ibn Amr va marxar en persecució dels perses. L'exèrcit persa que es va escapar de Jalula va prendre posicions a Khaniquín, a quinze milles de Jalula en el camí de l'Iran, sota el comandament del general Mihran. Al-Qaqà va derrotar les forces perses en la batalla de Khaniquín i capturà la ciutat de Khaniquín. Els perses es van retirar a Hulwan. Qaqà es va traslladar a Hulwan i va posar setge a la ciutat, que va ser presa el gener del 638. Al-Qaqà va demanar permís per operar més en terra persa, és a dir, la terra principal de l'Iran, però el califa Úmar no va aprovar la proposta i va escriure una carta històrica a Saad en què deia:
| « | "Desitjo que entre el Suwad i els turons perses hi hagi parets que els impedeixen d'arribar a nosaltres, i ens impedeixen d'arribar-hi. La fèrtil Suwad és suficient per a nosaltres, i prefereixo la seguretat dels musulmans als botins de guerra." | » |

### Raids dels perses a Mesopotàmia (638-641)

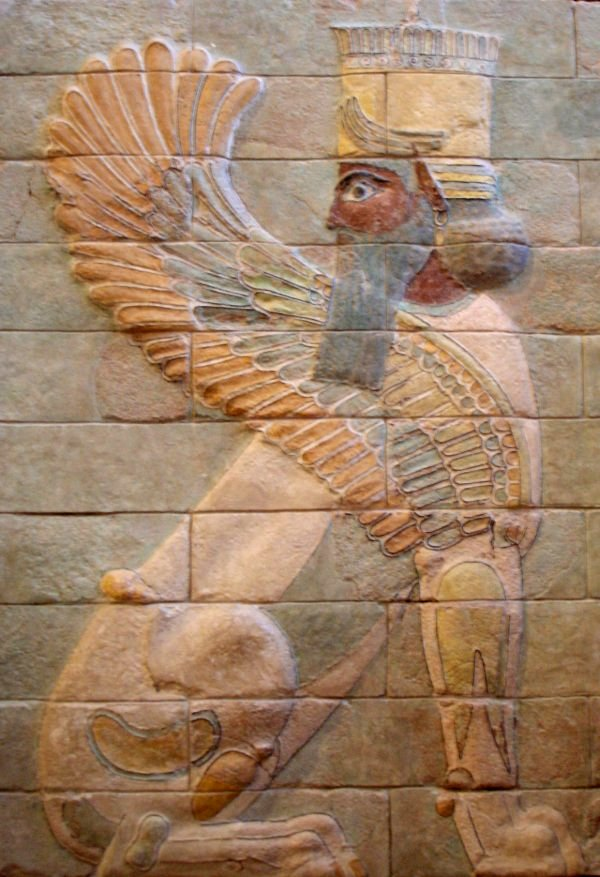
Esfinx alada al palau de Darios I el Gran a Susa, capturada pel general raixidun Abu-Mussa al-Aixarí en l'any 641

Al febrer de 638, va haver-hi una treva en els combats en el front persa. El Suwad, la vall del Tigris i l'Eufrates estaven ara sota el control total dels musulmans. Els perses s'havien retirat a la Pèrsia propera, a l'est de Zagros. Els perses van continuar atacant Mesopotàmia, que continuava sent políticament inestable. No obstant això, semblava que aquesta seria la línia divisòria entre el califat Raixidun i els sassànides. En l'última part de l'any 638 Hormuzan, que comandava un dels cossos perses en la batalla d'al-Qadisiyya i va ser un dels set grans caps de Pèrsia, va intensificar les seves incursions a Mesopotàmia. Saad, seguint les instruccions d'Úmar, va emprendre accions ofensives contra Hormuzan i Utbah ibn Ghazwan; amb l'ajut d'An-Numan ibn Muqàrrin atacà Ahwaz i va obligar Hormuzan a entrar en un tractat de pau amb els musulmans, segons el qual Ahwaz romandria com a possessió d'Hormuzan i es comportaria com un vassall dels musulmans i pagarien tribut. Hormuzan va trencar el tractat i es va rebel·lar contra els musulmans. Úmar va enviar Abu-Mussa al-Aixarí, governador de Bosrà, per fer front a Hormuzan. Hormuzan va ser derrotat i va buscar un cop més la pau. Úmar va acceptar l'oferta i Hormuzan es va convertir de nou en vassall dels musulmans. Aquesta pau també va durar poc, un cop Hormuzan es va veure reforçat per les noves tropes perses enviades per l'emperador Isdigerdes III a la fi del 640. Les tropes es van concentrar a Xuixtar, al nord d'Ahwaz. Úmar va enviar el governador de Kufa, Ammar ibn Yàssir, al governador de Busra Abu Mussa, i An-Numan ibn Muqàrrin cap a Xuixtar, on Hormuzan va ser derrotat, capturat i enviat a Medina al califa Úmar, i pel que sembla es va convertir a l'islam. Continuà sent un conseller útil d'Úmar durant tota la campanya de conquesta de Pèrsia. També se'l considera l'autor intel·lectual de l'assassinat del califa Úmar el 644. Després de la victòria a Xuixtar, Abu Musa va marxar contra Susa, un lloc d'importància militar, al gener de 641, que va ser capturada després d'un setge d'un parell de mesos. A continuació, Abu-Mussa al-Aixarí va marxar contra Gundixapur, l'únic lloc d'importància militar a la província persa de Khuzestan, que es va lliurar als musulmans després d'un setge d'un parell de setmanes.

## Batalla de Nihawand (641)
Després de la conquesta de Khuzestan, el califa Úmar volia la pau. Encara que debilitat considerablement, la imatge de l'Imperi persa com una superpotència temible encara ressonava en la ment dels recentment poderosos àrabs, i Úmar desconfiava d'un conflicte militar innecessari amb els perses. Volia deixar la resta de Pèrsia als perses. Úmar va dir:
| « | " M'agradaria que hi hagués una muntanya de foc entre nosaltres i els perses, de manera que ni ells podrien arribar a nosaltres, ni nosaltres a ells." | » |

 Però els perses pensaven diferent. L'orgull imperial dels perses havia estat ferit per la conquesta de les seves terres pels àrabs. No podien consentir l'ocupació de les seves terres per part dels àrabs.

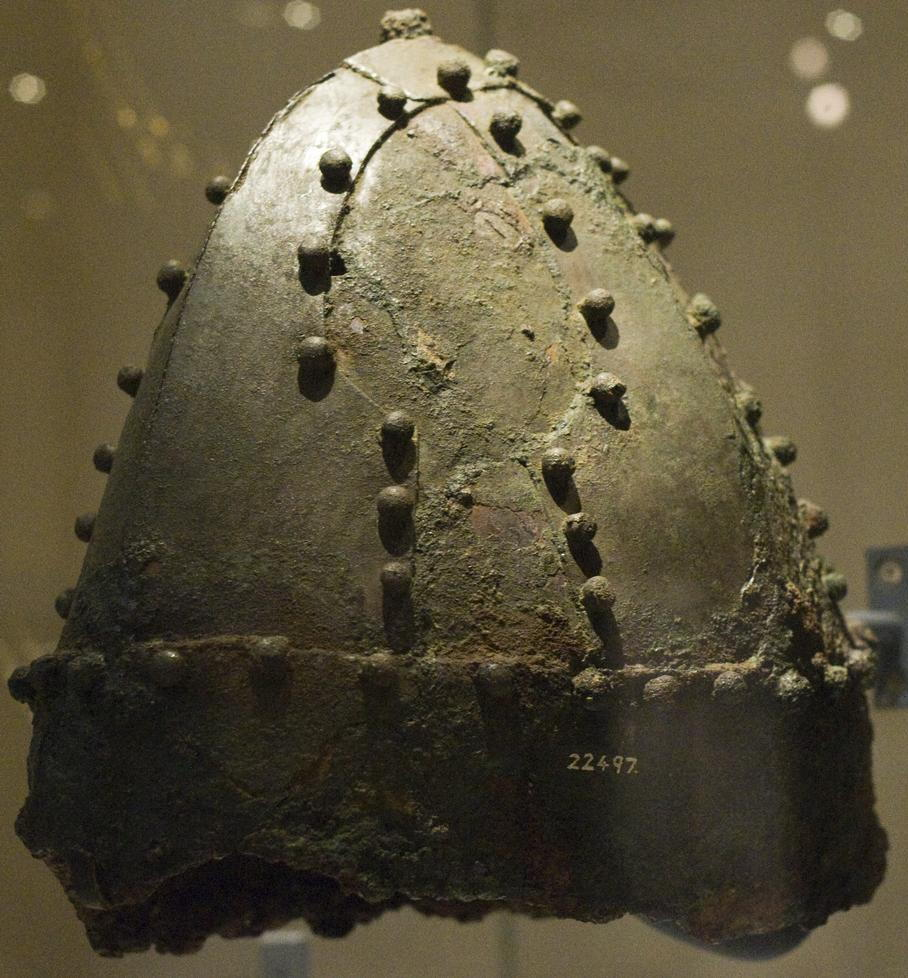
Un casc de l'exèrcit sassànida

Després de la derrota de les forces perses en la batalla de Jalula l'any 637, l'emperador Isdigerdes III va anar a Rayy i d'allí es va traslladar a Merv, on va establir la seva capital. Des de Merv, va dirigir els seus caps per dur a terme contínues incursions a Mesopotàmia per desestabilitzar el govern musulmà. En els següents quatre anys, Isdigerdes III es va sentir prou potent com per desafiar els musulmans un cop més pel tron de Mesopotàmia. L'emperador va fer una crida al seu poble per expulsar els musulmans de les seves terres. En resposta a la crida, veterans aguerrits i joves voluntaris d'arreu de Pèrsia van marxar en gran nombre per unir-se al govern imperial i s'encaminaren a Nihawand per l'última lluita titànica entre les forces del califat i la Pèrsia sassànida: 50.000 combatents perses conjuntats, comandats per Xah Mardan.
El governador de Kufa, Ammar ibn Yàssir, va tenir coneixement dels moviments perses i de concentració a Nihawand. Va informar de l'assumpte a Úmar. Si bé és cert que Úmar havia expressat el seu desig que Mesopotàmia fos la seva frontera oriental, es va sentir obligat a actuar donada la concentració de l'exèrcit persa a Nihawand. Creia que mentre Pèrsia romangués sota el domini sassànida, les forces perses continuarien atacant Mesopotàmia amb la finalitat que algun dia poguessin recuperar la regió. Hudhayfa ibn al-Yàman va ser nomenat comandant de les forces de Kufa, i se li va ordenar marxar a Nihawand. El governador de Bosrà, Abu Mussa, va marxar a Nihawand comandant les seves forces de Bosrà. An-Numan ibn Muqàrrin van marxar des de Ctesifont a Nihawand, mentre Úmar va decidir liderar l'exèrcit concentrat a Medina en persona i exercir el comandament dels musulmans en la batalla. La decisió d'Úmar de liderar l'exèrcit en persona no va ser ben rebuda pels membres del Majlis a Medina. Es va suggerir que Úmar havia de comandar la campanya de Medina, i havia de nomenar un capitost astut per liderar els musulmans a Nihawand. Úmar designà Al-Mughira ibn Xuba com a comandant de les forces concentrades a Medina i va nomenar An-Numan ibn Muqàrrin com a comandant en cap dels musulmans a Nihawand. L'exèrcit musulmà se'n va anar de Nihawand i es va concentrar primer a Tazar, i després es va traslladar a Nihawand i va derrotar les forces perses en la batalla de Nihawand al desembre del 641. An-Numan va morir en acció, i segons les instruccions d'Úmar, Hudhayfa ibn al-Yàman va esdevenir el nou comandant en cap. Després de la victòria a Nihawand, l'exèrcit musulmà capturà tot el districte de Hamadan, després d'una feble resistència dels perses.

## Conquesta de Pèrsia (642-644)
Després d'anys de no lluitar, Omar va adoptar una nova política ofensiva. La invasió a escala total de l'Imperi Sassànida havia de començar. La batalla de Nihawand va ser una de les batalles més decisives de la història islàmica. La batalla va resultar ser la clau de Pèrsia. Després de la derrota devastadora a Nihawand, l'últim emperador sassànida, Yezdgerd III, mai va poder tornar a aplegar més tropes per resistir Úmar. S'havia convertit ara en una guerra entre dos governants. Úmar seguiria Yazdgerd III a tots els racons del seu imperi amb la finalitat de matar-lo o capturar-lo, com ho va fer amb Hormuzan. Yezdgerd III havia escapat per poc a Merv quan el lloctinent d'Úmar estava a punt de capturar-lo. Va salvar la vida fugint a la Xina, prou lluny de l'abast d'Úmar. D'aquesta manera, la dinastia sassànida de 400 anys d'antiguitat, finalment va acabar. La conquesta de l'Imperi Sassànida va ser el major triomf d'Úmar, perquè ell va ordenar les operacions des de 1.000 quilòmetres de distància dels camps de batalla i va marcar la seva reputació com un dels majors genis militars i polítics de tots els temps, com el seu cosí Khàlid ibn al-Walid (590-642) havia demostrat ser-ho.

### Planificació estratègica per a la conquesta de Pèrsia
Úmar va decidir atacar els perses immediatament després de la seva derrota a Nihawand, quan ja havia obtingut un avantatge psicològic sobre ells. El principal problema estratègic per a Úmar era per on començar l'ofensiva. Hi havia tres alternatives: Fars al sud, Azerbaidjan al nord o Esfahan al centre. Úmar va triar Esfahan com a primer objectiu. La seva estratègia era atacar el cor de l'Imperi persa. Això tallaria les línies de subministrament i les línies de comunicació de les guarnicions sassànides envers la resta de les províncies perses. En altres paraules, un atac a Esfahan aïllaria Fars i l'Azerbaidjan del Khorasan. Després d'haver capturat el cor de Pèrsia, és a dir, Fars i Esfahan, els propers atacs es van llançar simultàniament contra l'Azerbaidjan, la província occidental del nord, i Sistan, la província més oriental de l'Imperi persa. La conquesta de les províncies deixaria el Khorasan, la plaça forta de l'emperador Yazdegerd III, aïllat i vulnerable.
En l'última fase d'aquesta gran campanya, Khorasan seria atacat. Aquest seria l'últim clau en el taüt de la dinastia sassànida. El pla va ser formulat i els preparatius es van completar el gener del 642. L'èxit del pla depenia de fins a quin punt Úmar seria capaç de coordinar brillantment els atacs des de Medina, a uns 1.000 quilòmetres dels camps de batalla a Pèrsia i a les habilitats i destreses dels seus comandants de camp. Úmar va nomenar els seus millors comandants de campanya per conquerir l'Imperi Sassànida i enderrocar el seu enemic més formidable, Isdigerdes III. La campanya va considerar un patró diferent en l'estructura de comandament. Úmar no va nomenar un comandant de camp únic per fer campanya per les terres perses. Més aviat designà diversos comandants, cadascú amb els seus propis objectius, i una vegada que la missió hagués acabat, aquest actuaria com un subordinat ordinari amb el nou comandant de camp per a la propera missió. Úmar va prendre aquesta decisió per evitar que qualsevol dels seus comandants pogués guanyar protagonisme i poder, que en el futur podria posar en perill la seva pròpia autoritat.
L'any 638, temia el creixent poder de Khalid i la seva popularitat i el va acomiadar del servei militar quan era al zenit de la seva carrera militar. En el moment del seu acomiadament, Khalid era més que capaç de rebel·lar-se contra Úmar, però mai no ho va fer i va ser una suau aresta al cor d'Úmar. El 642, en vigílies de la conquesta de Pèrsia, Úmar, amb ganes de donar un impuls moral a les seves tropes, va decidir tornar a instal·lar Khàlid com a nou comandant de camp contra Pèrsia. Ja ben reputat com un comandant d'exèrcit invencible i conqueridor de les províncies orientals de l'Imperi Romà, la presència de Khàlid a Pèrsia sembraria el terror en els comandants perses, la major part dels quals ja s'havia enfrontat a Khàlid el 633 durant la seva conquesta llampec de Mesopotàmia.
Úmar volia una victòria segura a les primeres campanyes, cosa que augmentaria la confiança de les seves tropes i, mentrestant desmoralitzaria els perses. Abans que Úmar pogués emetre ordres de reanomenament, Khalid, que residia a Emesa, va morir. En diverses campanyes a Pèrsia, Úmar fins i tot va nomenar els comandants de les ales, el centre i el cavalleria de l'exèrcit. Úmar donà estrictes ordres als seus comandants de consultar-lo abans de fer qualsevol moviment decisiu a Pèrsia. Tots els comandants, abans d'iniciar les seves campanyes assignades, van rebre instruccions per tal que enviessin un informe detallat de la geografia i el terreny de la regió i la posició de les guarnicions i fortificacions perses, les ciutats i les tropes que hi hagués allà. Úmar, després, els enviaria un pla detallat de com volia que aquesta regió fos capturada. Només les qüestions tàctiques van ser deixades als comandants de camp, que les abordarien d'acord amb la situació que trobessin al front. Úmar va nomenar els millors i més ben reputats comandants disponibles per a aquesta campanya.

### Conquesta de Pèrsia central (Esfahan i Tabaristan)

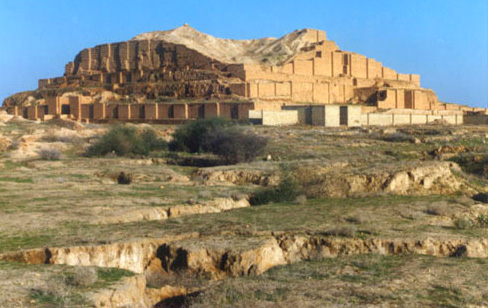
El ziggurat de Txoqa Zanbil al Khuzestan

La preparació i la planificació de la conquesta de l'Imperi persa va ser acabada a principis del 642. Úmar designà Abdul·là ibn Úthban, comandant de les forces musulmanes, per envair Esfahan. Nihawand i Abdul·là van marxar a Hamadan, que ja estava en mans dels musulmans. De Hamadan, Abdul·là va marxar al nord-est de Rayy, a uns 200 km de Hamadan, i va posar setge a la ciutat, que es va rendir després d'una ferotge resistència. Quan va ser capturada Rayy, Abdul·là va marxar 230 milles al sud-est de la ciutat contra Esfahan i va posar setge a aquesta; allà, l'exèrcit musulmà es va veure reforçat per tropes fresques de Busra i Kufa, sota el comandament d'Abu-Mussa al-Aixarí i Al-Àhnaf ibn Qays. El setge va continuar durant uns mesos i finalment es va rendir la ciutat. Des d'Esfahan, Abdullah van tornar a marxar 150 milles al nord-est cap a Qom, que va ser capturada sense gaire resistència. Aquest era el límit exterior de la regió d'Esfahan. Més al nord-est hi havia el Khorasan, i al sud-est hi havia Sistan. Mentrestant, Hamadan i Rayy s'havien rebel·lat. Úmar va enviar Naiem ibn Muqàrrin, germà del difunt Al-Nu'man ibn Muqrin, que era el comandant musulmà a Nihawand, per esclafar la rebel·lió i per esborrar les fronteres occidentals d'Esfahan. Naiem va marxar cap a Hamadan des d'Esfahan. Una sagnant batalla es va lliurar a Hamadan i va ser capturat pels musulmans. Naiem després es va traslladar a Rayy. Allà també els perses van resistir i van ser derrotats fora de la fortalesa, i la ciutat va ser reconquistada pels musulmans. Els ciutadans perses buscaven la pau i van acceptar pagar la jizya. Des de Rayy, Naiem es va traslladar al nord cap a Tabaristan, que es trobava al sud de la mar Càspia El governant de Tabaristan es va rendir i es va signar un tractat de pau segons el qual aquest governaria Tabaristán en nom del califa i pagaria anualment la jizya. Tot això va ser fet a l'abril del 642. El germà de Naiem va avançar més al nord i va capturar Qumas, Jarjan i Amol. També va signar un tractat de pau amb els locals segons el qual aquest acceptaven el domini musulmà sobre la zona i pagarien la jizya. Amb aquesta campanya, que va acabar pels volts de l'any 643, els musulmans eren els amos del Tabaristan. Més a l'oest, al nord de la regió, hi havia l'Azerbaidjan.

### Conquesta del sud de Pèrsia (Fars)
Amb Esfahan fermament en mans dels musulmans, la conquesta de Fars va començar gairebé al mateix temps que s'iniciava la conquesta de Tabaristan. El primer exèrcit que va penetrar a Fars estava sota el comandament de Maja'a ibn Massud. El seu objectiu era Sabur. Maja'a va marxar des de Busra a Tawwaj, on les forces perses va detenir les seves forces i van ser derrotades en una batalla ràpida que es produí tot seguit. De Tawwaj, Maja'a es va traslladar a Sabur, que era una ciutat fortificada. El setge va continuar durant unes setmanes, després de les quals la ciutat es va rendir i els termes habituals de la jizya s'hi van aplicar. Amb la conquesta de Sabur, la missió d'Ibn Masud havia acabat. El reforç va quedar sota el comandament d'Usman ibn Abi al-Aas, que va assumir el comandament de l'exèrcit de Majaa. L'objectiu d'Usman era l'antiga capital persa de Persèpolis. Usman va marxar des de Tawwaj a Siraz, que es va rendir pacíficament. De Siraz, Usman es va traslladar 35 quilòmetres al nord de Persèpolis i va posar setge a la històrica ciutat persa. El setge es va perllongar durant diverses setmanes abans que la ciutat no es va rendir. La missió d'Usman havia acabat a Persèpolis. Aquí es produí de nou un canvi de comandament. La missió de capturar els districtes orientals de Fasa i Darab va ser atribuïda a Sariyah ibn Zuneim, que es va desplaçar 80 milles al sud-est per capturar Fasa i després Darab, a 60 milles de Fasa després de trobar resistència per part de les guarnicions locals perses. Amb aquesta última i reeixida expedició, la conquesta de Fars es va completar a finals de 642. Més a l'est de Fars es troben Kerman i Sistan. Es va llançar una campanya simultània contra l'est (Sistan i Balutxistan), sud (Kerman i Makran) i nord-oest (Azerbaidjan) de Pèrsia.

### Conquesta del sud-est de Pèrsia (Kerman i Makran)

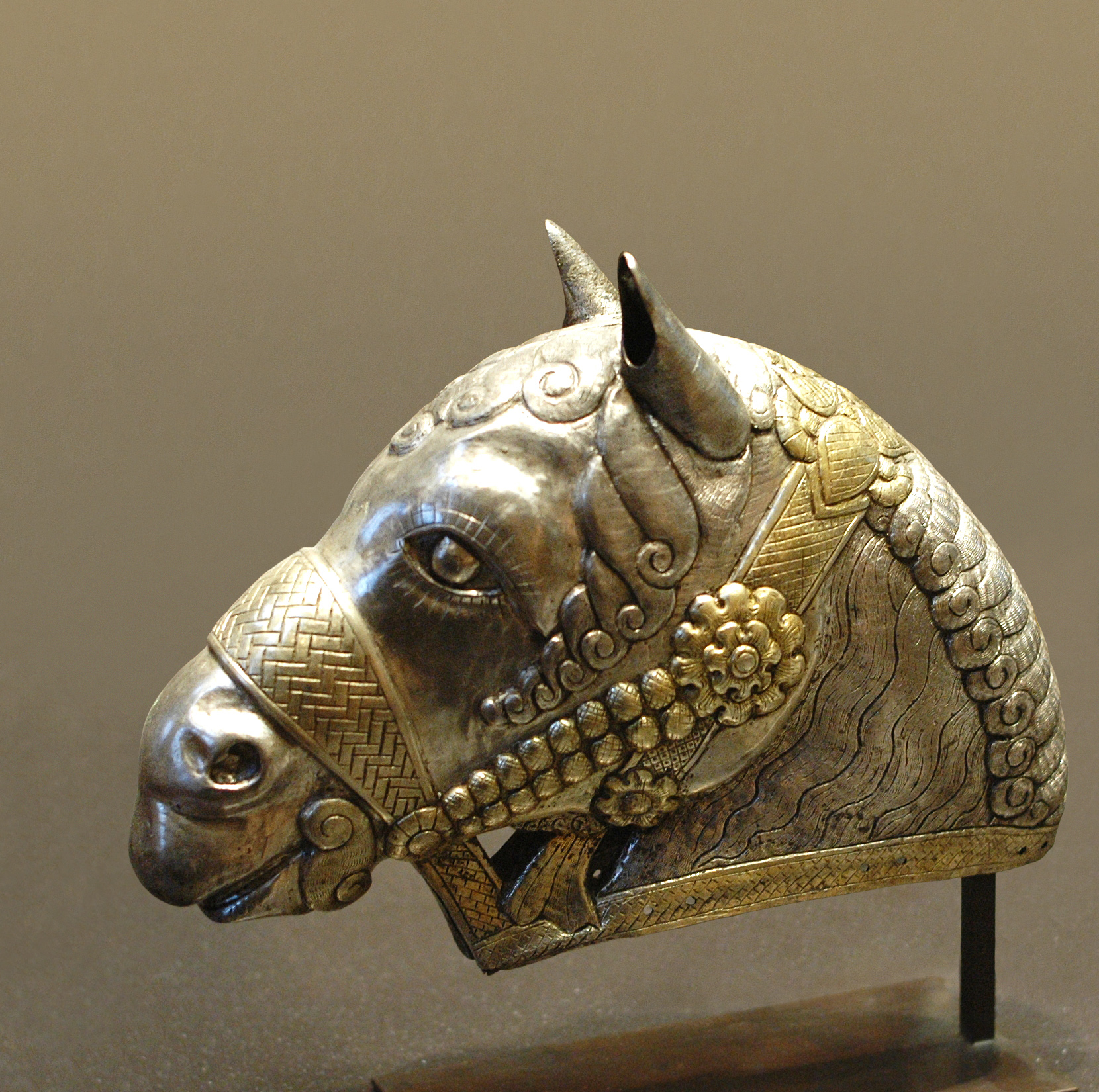
Cap de cavall de l'era sassànida trobat a Kerman

L'expedició a Kerman va ser enviada aproximadament al mateix temps que les expedicions a Sistan i Azerbaidjan. A Suhail ibn Adi, se li va donar el comandament d'aquesta expedició. Suhail va marxar des de Busra el 643, passant per Siraz i Persèpolis, i es va unir a altres exèrcits musulmans i va marxar contra Kerman, que va ser sotmesa després d'una batalla campal amb les guarnicions locals. Més a l'est de Kerman es troba Makran, en el que ara és una part de l'actual Pakistan. Va ser el domini del rei hindú de Rasil (Sindh). Els dominis de la dinastia Rai eren vastos, i s'estenien des del Caixmir i Kanauj a Kandahar i Seistan a l'oest amb Mekran i una part de Debal, mentre que al sud, a Surat, la seva capital era Arur i durant el govern de Sind es va dividir en quatre províncies: Bahmanabad, Siwistan, Chachpur (que comprenia la major part de la divisió de Bahawalpur) i la província formada per Multan i el Panjab occidental. El raja Rasil concentrà enormes exèrcits del Sind i Balutxistan per aturar l'avanç dels musulmans. Suhail va ser reforçat per Usman ibn Abi Al Aas de Persèpolis, i Hakam ibn Amr de Busra. Les forces combinades van derrotar el raja Rasil en la batalla de Rasil, i aquest es va retirar a la riba oriental del riu Indus. Més a l'est del riu hi havia el Sind. Úmar, després de saber que el Sind era una terra pobra i relativament estèril, no aprovà la proposta de Suhail per travessar el riu Indus. De moment, Úmar va declarar el riu Indus una barrera natural, que seria la frontera més oriental dels seus dominis. Aquesta campanya va arribar a la fi a mitjans del 644.

### Conquesta de Pèrsia oriental (Sistan)
Es creia que Sistan era la província més gran de l'Imperi Sassànida. Al sud limitava amb Kerman i al nord amb Khorasan. S'estenia des del que avui és Balutxistan, Pakistan a l'est i sud de l'Afganistan al nord. Asim ibn Amr, veterà de les grans batalles de Qadisiyya i Nihawand, va ser designat per conquerir Sistan. Asim va marxar des de Busra, i va passar per Fars i, tenint sota el seu comandament les tropes musulmanes ja presents a Fars, va entrar a Sistan. No li van oferir resistència i les ciutats es van rendir. Asim va arribar a Zarang, a 250 quilòmetres de Kandahar, un petit poble en l'actual sud de l'Afganistan, i després una bulliciosa capital del Sistan. Asim va posar setge a la ciutat, que va durar diversos mesos. Es va lliurar una batalla campal fora de la ciutat i els perses van ser derrotats. Amb la rendició de Zaranj, el Sistan se sotmeté a la dominació musulmana. Més a l'est de Sistan hi havia el nord del Sind, que estava més enllà de l'abast de la missió assignada a Asim. El califa, de moment, va desaprovar qualsevol incursió en les terres a l'est de l'Imperi persa i va ordenar als seus soldats que consolidessin el poder a la terra acabada de conquistar.

### Conquesta de l'Azerbaidjan

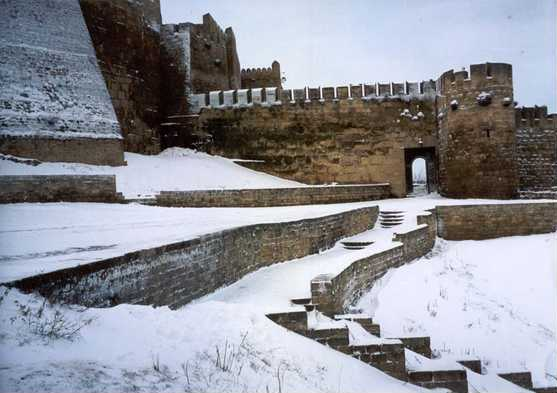
Fortalesa sassànida a Derbent. Va caure en mans dels musulmans l'any 643

La conquesta de l'Azerbaidjan va començar l'any 643. Formava part d'un atac simultani llançat contra el nord, el sud i l'est de Pèrsia, després de la captura d'Esfahan i Fars. Aquests atacs, brillantment coordinats en diversos aspectes pel califa Úmar, paralitzaren la totalitat del que llavors quedava de l'Imperi persa. Es van enviar expedicions contra Kerman i Makran al sud-est, contra Sistan al nord-est i contra l'Azerbaidjan al nord-oest. Hudhayfa ibn al-Yàman va ser nomenat comandant per conquerir Azerbaidjan. Hudhayfa va marxar des de Rayy fins al centre de Pèrsia, a Zanjan, un bastió dels perses al nord. Zanjan era una ciutat fortificada i ben defensada. Els perses van sortir de la ciutat i van presentar batalla. Hudhayfa va derrotar la guarnició persa i va conquistar la ciutat, i d'acord amb l'ordre del califa Úmar, als civils que van demanar la pau se'ls va donar pau en els termes habituals de la jizya. Des de Zanjan, Hudhayfa va marxar a Ardabil, que es va rendir pacíficament i Hudhayfa va continuar la seva marxa cap al nord al llarg de la costa occidental de la mar Càspia i va capturar Bab al-Abwab per força. En aquest punt, Hudhayfa va tornar a ser cridat pel califa Úmar. Bukayr ibn Abd-Al·lah i Utba ibn Farqad el va succeir. Van ser enviats per dur a terme un atac en dos fronts contra Azerbaidjan. Bukayr havia de marxar cap al nord al llarg de la costa occidental de la mar Càspia, mentre Uthba marxaria directament cap al cor de l'Azerbaidjan. En el seu camí cap al nord, Bukayr va ser interromput per una gran força persa sota el comandament d'Isandir. Es va lliurar una batalla campal i Isandir va ser derrotat i capturat. Isandir, a canvi de la seguretat de la seva vida, va accedir a lliurar les seves terres a l'Azerbaidjan i de persuadir els altres perquè se sotmetessin al domini musulmà. Uthba ibn Farqad derrotà Vararanes, germà d'Isandir. Ell també va buscar la pau. Es va elaborar un pacte segons el qual l'Azerbaidjan seria lliurat al califa Úmar en les condicions usuals de pagament anual de la jizya. L'expedició va començar en algun moment a finals del 643.

### La conquesta d'Armènia

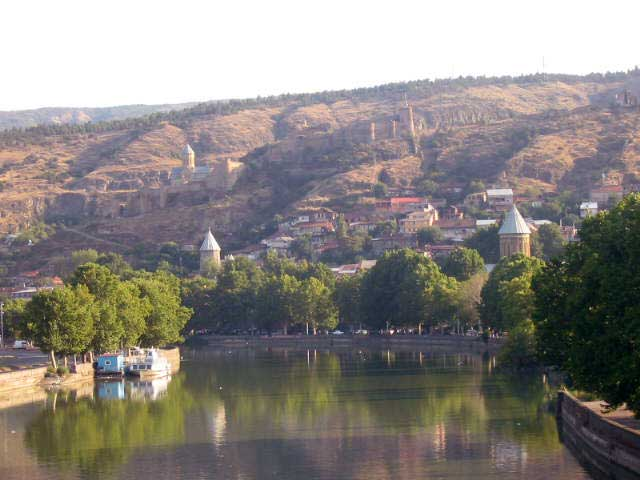
Vista de Tbilisi, que va caure en mans del califat Raixidun en l'any 644

L'Armènia romana d'Orient ja estava conquerida el 638-639. L'Armènia persa es troba al nord de l'Azerbaidjan. A hores d'ara, a excepció de Khorasan i Armènia, la totalitat de l'Imperi persa estava sota el control d'Úmar i l'emperador Yezdegred III es va fer escàpol. No obstant això, Úmar es va negar a córrer cap risc, ja que mai va percebre els perses com a febles i cansats. El fet que Úmar mai no subestimés els perses és el secret que s'amaga darrere de la brillant i ràpida conquesta de l'Imperi persa. Una vegada més, Úmar va decidir enviar expedicions simultànies a l'extrem nord-est i nord-oest de l'Imperi persa. Una expedició va ser enviada al Khorasan a finals del 643 i al mateix temps una expedició es va posar en marxa en contra d'Armènia.
A Bukayr ibn Abd-Al·lah, que havia sotmès recentment l'Azerbaidjan, se li va assignar la missió de capturar Tbilisi, l'actual capital de Geòrgia i aleshores capital de l'Armènia persa. Sortint de Derbent a la costa occidental de la mar Càspia, Bukayr continuà la seva marxa cap al nord. Úmar va decidir posar en pràctica la seva reeixida i tradicional estratègia dels diversos atacs. Mentre Bukayr es trobava encara a quilòmetres de distància de Tbilisi, Úmar li va donar instruccions per dividir el seu exèrcit en tres cossos. Úmar designà Habib ibn Muslaima per capturar Tbilissi, Abdulrehman per marxar cap al nord contra les muntanyes i Muhàmmad ibn Abi-Hudhayfa per marxar contra de les muntanyes del sud. Habib capturà Tbilissi i la regió de més amunt fins a la costa oriental de la mar Negra. Abdulrehman va marxar cap al nord a les muntanyes del Caucas i va sotmetre'n les tribus. Hudhayfa va marxar cap al sud-oest de la regió muntanyosa i va sotmetre les tribus locals. L'avanç cap a Armènia va arribar a la fi amb la mort del califa Úmar al novembre del 644. En aquells dies, gairebé tot el sud de Caucas va ser conquerit.

### La conquesta del Khorasan

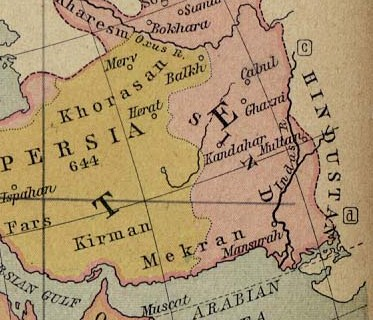
L'antic Khorasan

El Khorasan era la segona província més gran de l'Imperi Sassànida. S'estenia des del que avui és el nord-est de l'Iran, al nord-oest de l'Afganistan i el sud del Turkmenistan. La seva capital era Balkh, al nord de l'Afganistan. A la fi del 643, la missió de conquistar el Khorasan va ser assignada a Al-Àhnaf ibn Qays. Àhnaf va marxar des de Kufa i va prendre una ruta curta i menys freqüentada per Rayy i Nixapur. Rayy estava ja en mans dels musulmans i Nixapur es va rendir sense oposar resistència. Des de Nixapur, Àhnaf marxar a Herat, que es troba a l'oest de l'Afganistan. Herat era una ciutat fortificada; el setge d'Herat va durar uns pocs mesos abans de rendir-se. Amb la rendició d'Herat, tot el sud del Khorasan va quedar sota control musulmà. Amb Herat sota el seu estricte control, Àhnaf va marxar cap al nord, directament a Merv, en l'actual Turkmenistan. Merv fou la capital de Khorasan i aquí Yezdegred III tenia la seva cort. En assabentar-se de l'avanç musulmà, Yezdegred III l'abandonà per Balkh. No es va plantar cara a Merv, i els musulmans van ocupar la capital del Khorasan sense disparar un sol tret. Ahnaf s'allotjà a Merv i va esperar reforços procedents de Kufà. Yezdgird, mentrestant, havia aplegat també un poder considerable a Balkh i també va buscar aliança amb el Khan de Fergana, que va dirigir personalment el contingent turc per ajudar Yezdegred III. Úmar va ordenar que les forces aliades de Yezdgird s'havien de debilitar mitjançant la ruptura de l'aliança amb els turcs. Àhnaf va trencar amb èxit l'aliança i el Khan de Fergana va retirar les seves forces, en adonar-se que la lluita amb els musulmans no era una bona idea i que podria posar en risc el seu propi regne. L'exèrcit de Yezdgird va ser derrotat en la batalla del riu Oxus i es va retirar a l'altre costat de l'Oxus, a Transoxiana. Yezdegred III havia escapat pels pèls i va fugir a la Xina. Balkh va ser ocupada pels musulmans, i amb aquesta ocupació la guerra persa es va acabar. Els musulmans havien arribat a les fronteres exteriors de Pèrsia. Més enllà d'això, es trobaven les terres dels turcs i més enllà encara hi havia la Xina. El vell i poderós Imperi dels sassànides havia deixat d'existir. Ahnaf va tornar a Marv i va enviar un informe detallat de les operacions a Úmar, una històrica carta que Úmar estava esperant ansiosament, l'objecte de la qual era la caiguda de l'Imperi persa, i amb la qual se sol·licitava permís per travessar el riu Oxus i envair Transoxiana. Úmar va ordenar a Àhnaf que desistís i que, per contra, consolidés el seu poder al sud de l'Oxus.

## Rebel·lió persa
El califa Úmar va ser assassinat el novembre de 644 per l'esclau persa Abu Lulua. L'assassinat és sovint vist per diversos historiadors com una conspiració contra el persa Úmar. Es diu que Hormuzan era el cervell d'aquesta trama. El califa Uthman ibn Affan (644-656) va succeir Úmar. Durant el seu regnat, la quasi totalitat del territori de l'antic Imperi Sassànida es va rebel·lar de tant en tant, fins al 651, fins que l'últim emperador sassànida va ser assassinat prop de Merv, amb la qual cosa es posava fi a la dinastia sassànida persa i la resistència als musulmans. El califa Uthman, per tant, va haver d'enviar diverses expedicions militars per esclafar les rebel·lions i recapturar Pèrsia i els seus estats vassalls. L'imperi es va expandir més enllà de les fronteres de l'Imperi Sassànida a Transoxiana, Balutxistan i Caucas. La rebel·lió principal es donà en les províncies perses d'Armènia, Azerbaidjan, Fars, Sistan (el 649), Tabaristan, Khorasan (651), i Makran (650).

## Fi de la dinastia sassànida
Isdigerdes III, després d'haver estat derrotat en la batalla del riu Oxus al 644 dC, va ser incapaç d'aixecar un nou exèrcit i va esdevenir un fugitiu perseguit.
Després de la batalla, va fugir a Àsia central a la cort del kan de Fergana. A partir d'aquí, Isdigerdes va anar a la Xina. Però Isdigerdes III, en tornar a Pèrsia, exercí la seva influència sobre els notables i caps de Pèrsia. D'aquesta manera continuava sent una força motivadora darrere de la rebel·lió persa. Durant el regnat del califa Uthman Yazdegerd III, va tornar a Bactria i el Khorasan es va rebel·lar contra el califat. Abd-Al·lah ibn Àmir va esclafar la rebel·lió i va derrotar les forces de Yazdegerd. Va fugir d'un districte a un altre, fins que un moliner local el van matar per la seva bossa a Merv l'any 651. Durant moltes dècades posteriors, aquest fou el límit oriental de la dominació musulmana.

## Pèrsia sota el domini musulmà
D'acord amb Bernard Lewis:

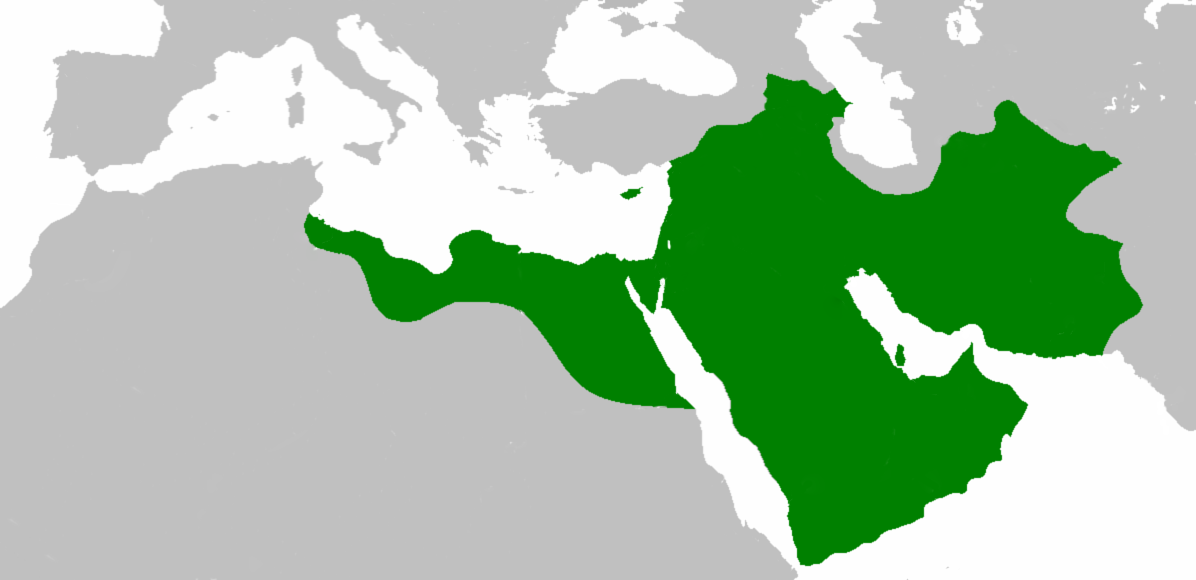
Imperi raixidun en el seu cim sota el tercer califa raixidun, Uthman ibn Affan- 654
Places fortes del califat Raixidun.

"Les conquestes àrabs musulmanes han estat diversament vistes a l'Iran: per alguns com una benedicció, l'adveniment de la veritable fe, la fi de l'era de la ignorància i el paganisme, per a altres com una humiliant derrota nacional, la conquesta i submissió del país als invasors estrangers. Ambdues percepcions són, per descomptat, vàlides, depenent del seu angle de visió... L'Iran va ser islamitzat, en efecte, però no va ser arabitzat. Els perses van romandre perses. I després d'un interval de silenci, l'Iran va tornar a sorgir com a element separat, diferent i distintiu, en l'islam, agregant eventualment un nou element fins i tot per al mateix Islam. Culturalment, políticament, i el més notable de tot, religiosament, la contribució iraniana a aquesta nova civilització islàmica és d'una importància immensa. El treball dels iranians es pot veure en tots els camps del quefer cultural, incloent-hi la poesia àrab, a la qual els poetes d'origen iranià que compongueren els seus poemes en àrab van fer una contribució molt significativa. D'alguna manera, l'islam iranià és un segon adveniment de l'islam en si, un nou Islam al qual de vegades hom s'hi refereix com a Islam-Ajam. Fou aquest Islam persa, en lloc de l'original Islam àrab, el que va ser portat a noves àrees i nous pobles: els turcs, primer a Àsia central i a l'Orient Mitjà, al país que va arribar a ser anomenat Turquia, i per descomptat a l'Índia. Els turcs otomans va portar una forma de civilització iraniana als murs de Viena."

### Administració
Sota Úmar i els seus immediats successors, els conqueridors àrabs van tractar de mantenir la seva cohesió política i cultural malgrat els atractius de les civilitzacions que havien conquerit. Els àrabs es van establir inicialment en les ciutats amb guarnició i no en finques disperses. Els nous súbdits no musulmans estaven protegits per l'estat i eren coneguts com a dhimmí (és a dir, ‘protegit’), i havien de pagar un impost especial, la jizya (homenatge), que era calculat per a cada individu en percentatges variables, en general dos dirhams per a homes físicament capaços en edat militar, a canvi de la seva exempció del servei militar. Dones i nens van ser eximits de la jizya. Les conversions en massa no van ser ni desitjades ni permeses, si més no en els primers segles de dominació àrab. El califa Úmar tenia polítiques liberals cap als dhimmis. Aquestes polítiques es van adoptar per als vençuts a fi i efecte que fossin menys propensos a rebel·lar-se contra els seus nous amos, la qual cosa els feia més receptius a la colonització àrab, i de moment els alliberava de la intolerable inferioritat social de l'antic règim sassànida.
Se sap que Úmar va emetre les següents instruccions sobre les persones protegides:
| « | Que sigui fàcil per a ell, que no pot pagar tribut, ajudeu a aquell que és feble, mantinguem-los els seus títols, però no els donem la nostra kunya (sobrenoms àrabs tradicionals o títols). | » |

Les polítiques liberals d'Úmar van ser continuades, si més no, pels seus successors immediats. Es diu que en la seva última voluntat, manifestada al seu successor, va dir:
| « | Encarrego al califa que vingui després de mi que sigui bondadós amb els dhimmis, que mantingui llur pacte, que els protegeixi i no carregui sobre ells llur força. | » |

Pràcticament la jizya reemplaçà els impostos de capitació imposats pels sassànides, que tendien a ser molt més grans que la jizya. A més de la jizya, va ser adoptat també l'antic impost sassànida sobre la terra (conegut en àrab com a kharaj). Es diu que el califa Úmar havia configurat ocasionalment una comissió per estudiar els impostos per tal de comprovar que no seria més del que la terra podia suportar. S'ha escrit que els zoroastrians van ser sotmesos a la humiliació i el ridícul quan pagaven la jizya per tal de fer que se sentissin inferiors.
Si més no, sota els raixiduns i després amb els omeies, els sistema administratiu de la darrera època sassànida tardana es va mantenir en gran part. Aquest era un sistema piramidal en què es divideix cada zona de l'estat en províncies, les províncies en districtes i els districtes en subdistrictes.
Les províncies s'anomenaven ustan (persa mitjà: ostan), els districtes xahrs, centrats en una capital de districte coneguts com a xahrestans. El subdistrictes s'anomenaven tasok en persa mitjà, que va ser adoptat com a tassuj (plural: tassasij) en àrab.

### Religió
Havent estat efectivament reconeguts com a dhimmís sota els califes raixidun, en els termes del pagament anual de la jizya, els zoroastrians van ser deixats de vegades en gran manera a si mateixos, però aquesta pràctica varia d'una zona a una altra. A causa dels seus interessos financers, els omeies generalment desencoratjaven la conversió dels no àrabs, ja que el dhimmis els proporcionaven valuosos ingressos (jizya).

Abans de la conquesta, els perses havien estat principalment zoroastrians. L'historiador Al-Massudí, un àrab nascut a Bagdad, que va escriure un tractat complet sobre història i la geografia al voltant del 956, ens diu que després de la conquesta: 
| « | El zoroastrisme, de moment, continua existint en moltes parts de l'Iran. No sols en els països que van entrar relativament tard sota el domini musulmà (per exemple Tabaristan), sinó també en les regions que aviat s'havien convertit en províncies de l'Imperi musulmà. En gairebé totes les províncies iranianes, segons Al Massudí, hi havia temples de foc -els majus, ens diu, veneren molts temples de foc a l'Iraq, Fars, Kirman, Sistan, Khorasan, Tabaristan, Jibal, Azerbaidjan i Arran. | » |

Així mateix, va afegir el Sindh i el subcontinent indi (Al-Hind) a la llista. Aquesta afirmació general d'Al Massudí és totalment compatible amb els geògrafs medievals que fan esment dels temples de foc en la majoria de les ciutats iranianes.
Els líders musulmans, en el seu esforç per guanyar adeptes, encoratjaven l'assistència a l'oració musulmana amb promeses de diners i va permetre que l'Alcorà fos recitat en persa en comptes de l'àrab, perquè d'altra manera no seria intel·ligible per a tots. L'Islam va ser acceptat fàcilment pels zoroastrians que estaven empleats en llocs industrials i artesanals, ja que, segons el dogma de Zoroastre, aquestes ocupacions que involucraven el foc els havia fet impurs. D'altra banda, els missioners musulmans no van trobar dificultat en l'explicació dels principis islàmics als zoroastrians, ja que hi havia moltes similituds entre les religions. D'acord amb Thomas Walker Arnold, per al persa, coneixeria Ahura Mazda i Ahriman sota el nom d'Al·là i Xaitan. A l'Afganistan, l'islam es va estendre a causa dels esforços missioners omeies, especialment sota el regnat d'Hixam ibn Abd-al-Màlik i Úmar ibn Abd-al-Aziz.
Hi havia també una gran i pròspera comunitat cristiana i jueva, juntament amb un nombre menor de budistes i altres grups. Hi va haver un moviment lent però constant de la població cap a l'islam. La noblesa i habitants de la ciutat van ser els primers a convertir-se. L'islam es va estendre més lentament entre els camperols i els dihqans, o terratinents. A finals del segle x, la majoria dels perses s'havien convertit en musulmans. Al segle xv, els musulmans perses van fer la transició al xiïsme.
Segons Amoretti en Cambridge History of Islam, els conqueridors van portar una nova religió i una nova llengua, però no van fer servir la força per a la seva difusió. Al mateix temps que la llibertat d'elecció, però, els conqueridors atorgaren privilegis per a aquells que es convertien.

## Llengua
Durant el califat Raixidun, l'idioma oficial de Pèrsia va continuar sent el persa, igual que les llengües oficials de Síria i Egipte van continuar sent el grec i el copte. No obstant això, durant el califat omeia, els omeies imposaren l'àrab com l'idioma principal del seu poble sotmès en tot el seu imperi, desplaçant les llengües indígenes. Malgrat que una zona de l'Iraq al Marroc parla àrab fins als nostres dies, el persa mitjà va demostrar ser molt més durador. La major part de la seva estructura i vocabulari van sobreviure, i es van desenvolupar en la moderna llengua persa. No obstant això, el persa ha incorporat una certa quantitat de vocabulari àrab, especialment les paraules pertanyents a la religió, i es va passar de l'escriptura pahlavi en alfabet arameu a una versió modificada de l'alfabet àrab.